# Нибел (Округ Рендсбург-Екернферде)
Нибел (њем. Nübbel) град је у њемачкој савезној држави Шлезвиг-Холштајн. Једно је од 165 општинских средишта округа Рендсбург. Према процјени из 2010. у граду је живјело 1.643 становника. Посједује регионалну шифру (AGS) 1058118.

## Географски и демографски подаци
Нибел се налази у савезној држави Шлезвиг-Холштајн у округу Рендсбург. Град се налази на надморској висини од 3 метра. Површина општине износи 14,0 km². У самом граду је, према процјени из 2010. године, живјело 1.643 становника. Просјечна густина становништва износи 117 становника/km².